# Chris Jacobs
Christopher Charles Jacobs (né le 25 septembre 1964) est un nageur américain. Lors des Jeux olympiques d'été de 1988 disputés à Séoul, il a obtenu la médaille d'or lors des relais 4 x 100 m nage libre et 4 x 100 m quatre nages, où les Américains améliorent le record du monde. En individuel, il décroche la médaille d'argent au 100 mètres nage libre derrière son compatriote Matt Biondi en 49 s 08.

## Palmarès

### Jeux olympiques
- médaille d'or au relais 4 x 100 m nage libre aux Jeux olympiques de Séoul en 1988
- médaille d'or au relais 4 x 100 m quatre nages aux Jeux olympiques de Séoul en 1988
- médaille d'argent au 100 m nage libre aux Jeux olympiques de Séoul en 1988

### Championnats pan-pacifiques
- médaille d'or au relais 4 x 100 m nage libre à Brisbane 1987